# Уилбър Смит
Уилбър Адисън Смит (на английски: Wilbur Addison Smith) е замбийски и после южноафрикански писател.
Роден е в Броукън Хил, Северна Родезия (днес гр. Кабуе, Замбия) на 9 януари 1933 г. Баща му е колонист, собственик на металозавод и ранчо за добитък (с 1,2 кв. км гори и пасища).
Учи в Южноафриканския съюз: в интернат и средно училище в провинция Натал, завършва университета „Сесил Роудс“ в провинция Източен Кейп със степен бакалавър по комерция през 1954 г.
Работи при баща си в ранчото и в полицията на Родезия. След университета става счетоводител, работи в британската данъчна слежба. Преди да навърши 30 год., напуска Родезия и се установява в ЮАС. По-късно живее и на Сейшелите. Има 4 брака и 4 деца (от тях последното е осиновено).
След публикуването на първия му роман When the Lion Feeds през 1964 г. получава филмов договор и се отдава изцяло на писане. Автор е на редица бестселъри в целия свят. Неговите книги са от 3 основни приключенски саги – „Кортни“, „Балантайн“ и „Древен Египет“. Произведенията му са отпечатани в общ тираж над 120 млн. броя.

### Серия „Кортни“ (Courtney)
1. When the Lion Feeds (1964)
Когато лъвът се храни, изд. „Ведрина“ (1993), прев. Георги Стойчев, Кирил Кирилов
2. The Sound of Thunder (1966)
Гръмотевицата, изд. „Ведрина“ (1994), прев. Ива Балканска, Мариела Тодорова
3. A Sparrow Falls (1977)
Един врабец пада, изд. „Ведрина“ (1995), прев. Милена Илиева
4. The Burning Shore (1985)
5. Power of the Sword (1986)
6. Rage (1987)
7. A Time to Die (1989)
8. Golden Fox (1990)
Златната лисица, изд. „Ведрина“ (1992), прев. Евгения Петкова, Ирина Васева, Диана Веселинова
9. Birds of Prey (1997)
Грабливи птици, изд. „Мириам“ (1999), прев. Рени Димитрова
10. Monsoon (1999)
Мусон, изд. „Venus press“ (2001), прев., ISBN 954-780-003-5
11. Blue Horizon (2003)
12. Assegai (2009)
13. Golden Lion (2015) – с Джайлс Кристиян
14. War Cry (2017) – с Дейвид Чърчил
15. The Tiger's Prey (2017) – с Том Харпър
16. Courtney's War (2018) – с Дейвид Чърчил
17. Ghost Fire (2019) – с Том Харпър

### Серия „Древен Египет“ (Ancient Egyptian)
1. River God (1993)
Речният бог : Роман за древния Египет, изд. „Ведрина“ (1994), прев.
2. The Seventh Scroll (1995)
Седмият папирус, изд. „Ведрина“ (1996), прев. Борис Тодоров
3. Warlock (2001)
Чародей, изд. „Venus press“ (2003), прев., ISBN 954-780-010-8
4. The Quest (2007)
5. Desert God (2014)
Пустинният бог, изд.: ИК „Бард“, София (2015), прев. Елена Павлова
6. Pharaoh (2016)

### Серия „Кортни и Балантайн“ (Courtneys & Ballantynes)
1. The Triumph Of The Sun (2005)
2. King of Kings (2019) – с Иможен Робъртсън

### Серия „Балантайн“ (Ballantyne)
1. A Falcon Flies (1980)
Един сокол лети, изд.: „Георги Бакалов“, Варна (1987, 1989), прев. Людмила Близнакова
2. Men of Men (1981)
3. The Angels Weep (1982)
4. The Leopard Hunts in Darkness (1984)

### Серия „Хектор Крос“ (Hector Cross)
1. Those in Peril (2011)
Целувката на гепарда, изд.: ИК „Бард“, София (2012), прев. Венцислав Божилов
2. Vicious Circle (2012)
Порочен кръг, изд.: ИК „Бард“, София (2015), прев. Иван Златарски
3. Predator (2016) – с Том Кейн

### Серия „Джак Кортни“ (Jack Courtney)
1. Cloudburst (2020)

### Самостоятелни романи
- The Dark of the Sun (1965)
- Shout At the Devil (1968)
- Gold Mine aka Gold (1970)
Златната мина, изд. „Мириам“ (1996), прев. Ленко Костов, ISBN 954-584-198-2
- The Diamond Hunters (1971)
С блясък на диамант, изд. „Хипопо“ (1994), прев. Ивайло Стефанов
- The Sunbird (1972)
- Eagle in the Sky (1974; „Орел в небето“)
- The Eye of the Tiger (1975)
Окото на тигъра, изд. „Абагар Холдинг“ (1996), прев. Ленко Костов
- Cry Wolf (1976)
- Hungry As the Sea (1978)
- Wild Justice (1979)
Диво правосъдие, изд. „Абагар Холдинг“ (1995), прев. Ленко Костов
- Elephant Song (1991)